# Newdegate
Newdegate is een plaats in de regio Wheatbelt in West-Australië.

## Geschiedenis
Ten tijde van de Europese kolonisatie leefden de Njaki Njaki Nyungah Aborigines in de streek.
De streek werd begin jaren 1920 voor landbouwdoeleinden opengesteld en in 1922 werd door de overheid beslist de spoorweg vanuit Lake Grace door te trokken. In oktober 1925 werd Newdegate officieel gesticht. Het dorp werd naar Francis Newdegate vernoemd, de gouverneur van West-Australië van 1920 tot 1924. Op 20 mei 1927 werd een schooltje geopend.
Tegen 1928 had Newdegate 4 winkels, een hotel, een bakker, een hoefsmid, een zadelmaker, twee garages, een fruitwinkel en een gemeenschapszaal. In  1948 werd een nieuw spoorwegstation gebouwd. Op 15 juli 1967 werd een nieuwe gemeenschapszaal geopend.

## Beschrijving
Newdegate maakt deel uit van het landbouwdistrict Shire of Lake Grace. Het is een verzamel- en ophaalpunt voor de oogst van de graanproducenten uit de streek die bij de Co-operative Bulk Handling Group zijn aangesloten.
In 2021 telde Newdegate 159 inwoners, tegenover 441 in 2006.
Newdegate heeft een gemeenschapszaal, een recreatiecentrum, een bibliotheek, een medisch centrum, een zwembad en verscheidene sportfaciliteiten.

## Toerisme
Aan de Pioneer Park Gazebo staan toeristische informatieborden met informatie over onder meer:
- het Newdegate Pioneer Museum, een streekmuseum in de The Hainsworth Building, een winkelgebouw uit 1931/32
- Dragons Rocks Reserve, een natuurreservaat met inheemse fauna en flora
- de Holland Track, een 700 kilometer lang pad, van Broomehill naar Coolgardie, voor vierwielaandrijving, door John Holland in 1893 aangelegd.[11]

## Transport
Newdegate ligt 399 kilometer ten oostzuidoosten van Perth, 133 kilometer ten noordwesten van Ravensthorpe en 51 kilometer ten oosten van Lake Grace, langs State Route 107. De GE1 en GE2 busdiensten van Transwa, die tussen Perth en Esperance rijden, doen Newdegate aan.
Newdegate heeft een startbaan, Newdegate Airport (ICAO: YNDG).
De spoorweg in Newdegate maakt deel uit van het 'Grain Freight Rail Network' van Arc Infrastructure. Er rijden geen reizigerstreinen.

## Klimaat
Newdegate kent een koud steppeklimaat, BSk volgens de klimaatclassificatie van Köppen. De gemiddelde jaarlijkse temperatuur bedraagt 16,4 °C en de gemiddelde jaarlijkse neerslag ligt rond 349 mm.
Aldersyde · Amery · Ardath · Arthur River · Baandee · Babakin · Badgingarra · Badjaling · Bailup · Bakers Hill · Balkuling · Ballaying · Ballidu · Beacon · Beenong · Beermullah · Bejoording · Belka · Bencubbin · Bendering · Benjaberring · Beverley · Bilbarin · Bindi Bindi · Bindoon · Bodallin · Bolgart · Bonnie Rock · Boolading · Booraan · Brookton · Bruce Rock · Bullaring · Bullfinch · Bulyee · Bungulla · Buntine · Burakin · Burracoppin · Cadoux · Calingiri · Campion · Caraban · Carrabin · Cataby · Cervantes · Chandler · Chittering · Clackline · Cold Harbour · Congelin · Coomberdale · Copley · Corrigin · Cowcowing · Crossman · Cuballing · Culbin · Cunderdin · Dalwallinu · Dandaragan · Dangin · Darkan · Dattening · Dongolocking · Doodlakine · Dowerin · Dudinin · Dumbleyung · Duranillin · Dwarda · Ejanding · Elabbin · Erikin · Gabbin · Gingin · Goomalling ·  Grass Valley · Greenhills · Guilderton · Gwambygine · Harrismith · Highbury · Hines Hill · Holt Rock · Hyden · Jelcobine · Jennacubbine · Jennapullin · Jitarning · Jurien Bay · Kalannie · Karlgarin · Kellerberrin · Kondinin · Kondut · Koojan · Koolyanobbing · Koorda · Korbel · Korrelocking · Kukerin · Kulin · Kulja · Kulyaling · Kunjin · Kununoppin · Kweda · Kwelkan · Kwolyin · Lancelin · Lake Brown · Lake Grace · Lake King · Ledge Point · Manmanning · Marvel Loch · Meckering · Meenaar · Merredin · Miling · Minnivale · Mogumber · Mokine · Moodiarrup · Mooliabeenee · Moora · Moorine Rock · Moorumbine · Moulyinning · Mount Hardey · Mount Kokeby · Mount Walker · Muchea · Mukinbudin · Muntadgin · Nalya · Nangeenan · Narembeen · Narrogin · New Norcia · Newdegate · Nilgen · Nokaning · North Bannister · Northam · Nukarni · Nungarin · Pantapin · Piawaning · Piesseville · Pingaring · Pingelly · Pithara · Popanyinning · Quairading · Quindanning · Regans Ford · Seabird · Shackleton · Southern Cross · Spencers Brook · Tammin · Tincurrin · Toodyay · Trayning · Varley · Wagin · Walebing · Walgoolan · Wandering · Wannamal · Watheroo · Welbungin · West Dale · West Toodyay · Westonia · Wialki · Wickepin · Wilbinga · Williams · Wongan Hills · Woodridge · Wubin · Wundowie · Wyalkatchem · Yealering · Yelbeni · Yellowdine · Yilliminning · Yerecoin · York · Yorkrakine · Yornaning · Yoting · Youndegin